# 范蕾特
范蕾特·葛雷（英語：Violet Gray）是由美國漫畫家查爾斯·舒茲創作的《花生漫畫》中的登場人物之一，與查理·布朗、史努比、佩蒂等為該漫畫早期的主要角色。

## 作品描述
在舒茲連載《花生漫畫》數個月後，范蕾特便登場出現成為固定班底之一。外型上范蕾特一開始的髮型是綁著附著蝴蝶結的辮子，之後則改成腦勺後方紮著馬尾模樣為主。
起初范蕾特性格上是喜歡玩扮家家酒之類遊戲的小女孩，之後隨著作品演變范蕾特慢慢改成愛向漫畫主角查理·布朗擺著高姿態、或對他嘲諷的人物，而她也有數次刻意提及自己的父親比查理·布朗的爸爸偉大之場合描寫。
漫畫中范蕾特多與另名女角佩蒂搭檔行動，而隨著其他更多個性較鮮明的角色出現後，范蕾特便逐漸減少出場機會，後續多用為串場的背景人物之一。

## 橄欖球橋段
《花生漫畫》裡常出現的「露西立著橄欖球要查理·布朗過來踢，等查理·布朗衝過去準備踢球瞬間；將橄欖球抽走讓查理·布朗跌得四腳朝天」橋段，而最早的首篇則是由范蕾特與查理·布朗一同演出。
該篇幅出現於1951年11月14日，但當時范蕾特會把球抽走是因為害怕查理·布朗會踢到她的手。